# Лютікова Поліна
Поліна Лютікова (29 травня 1989, Київ, Українська РСР, СРСР) — українська волейболістка, догравальник.

## Клуби
| Роки      | Команди                                |
| --------- | -------------------------------------- |
| 2004—2007 | «Джінестра» (Одеса)                    |
| 2007—2008 | «Стінол» (Липецьк)                     |
| 2008—2009 | «Імпульс» (Волгодонськ)                |
| 2009—2010 | «Урбіно»                               |
| 2009—2010 | «Віченца»                              |
| 2010—2011 | «Томіш» (Констанца)                    |
| 2010—2011 | «Сталь» (Мелець)                       |
| 2012—2015 | «Орбіта» (Запоріжжя)                   |
| 2014—2015 | «Шарях» (Дубаї)                        |
| 2015—2016 | «Гюмюшхане Генчлербірлігі» (Гюмюшхане) |
| 2016—2017 | «Дженеріка Айяла Лайфсаверс»           |
| 2017—2018 | «Сфаксієн» (Сфакс)                     |
| 2017—2018 | «Кохіла Сервіс» (Кохіла)               |
| 2018—2019 | «Маркопуло»                            |
| 2019—2020 | «Корінфос» (Корінф)                    |
| 2021—2023 | «Херцег-Новий»                         |

## Досягнення
Чемпіонат України
- Друге місце (2): 2005, 2007
- Третє місце (3): 2013, 2014, 2015

Чемпіонат Румунії
- Перше місце (1): 2011

Кубок Румунії
- Перше місце (1): 2011

Чемпіонат Північної Македонії
- Перше місце (1): 2023

Кубок Північної Македонії
- Перше місце (1): 2023

Кубок Тунісу
- Перше місце (1): 2018

## Статистика
Статистика виступів в єврокубках:
| Сезон   | Клуб                 | Турнір        | Ігри | Сети | Очки | Ср. | Примітки |
| ------- | -------------------- | ------------- | ---- | ---- | ---- | --- | -------- |
| 2010/11 | «Томіш» (Констанца)  | Кубок ЄКВ     |      |      |      |     |          |
| 2013/14 | «Орбіта» (Запоріжжя) | Кубок ЄКВ     |      |      |      |     |          |
| 2022/23 | «Херцег-Новий»       | Кубок виклику | 4    | 10   | 10   | 1   |          |